# Tekkakalt
Tekkakalt (Tqéqeltkemx, Texqa'kallt, Tekkekaltemuk, Texqê'kalltemux, North Thompson Shuswap), jedna od sedam izvornih grana Shuswapa u dolini North Thompsona na jugu Britanske Kolumbije. 
Prema Swantonu imali su tri bande Upper Thompson (Pesskalalten), Lower North Thompson (Tcoktcekwallk) i Kinbaskets. Danas su poznati kao Simpcw, što znači “People of the North Thompson River.”

## Vanjske poveznice
- The Simpcw “People of the North Thompson River”
- Senijextee and Shuswap Indians of Canada